# Johann Friedrich von Kreytzen
Johann Friedrich von Kreytzen (* 1693; † 17. Mai 1759 bei Deutsch-Kamnitz) war ein preußischer Generalmajor und Chef des Infanterie-Regiments Nr. 40, zudem Ritter des Johanniter-Ordens und designierter Komtur von Werben.

## Leben
Er entstammte dem Adelsgeschlecht von Kreytzen, seine Eltern waren der Erbherr auf Polkitten und Rohmdorff Ernst Albrecht von Kreytzen (1656–1710) und dessen erste Frau Anna Dorothea von Kalnein. Sein Bruder war der Generalleutnant Georg Christoph von Kreytzen. Der General Karl Erhard von Kalnein war ein Neffe von Anna Dorothea von Kalnein. Die zweite Frau seines Vaters war Luise Charlotte von Loebel (1668–1747). Seine Stiefschwester Charlotte Albertine von Kreytzen (* 21. Juni 1708; † 20. Januar 1769) heiratete später den Generalleutnant Reimar Julius von Schwerin. Sein Stiefbruder Friedrich von Kreytzen wurde ebenfalls Generalmajor.
Er kam 1707 in preußische Dienste. Am 20. März 1715 wurde er Fähnrich im Infanterie-Regiment Nr. 26. Er durchlief in dem Regiment die Ränge bis zum Major. Als solcher wurde er 1734 in das Infanterie-Regiment Nr. 5 versetzt. Am 10. April 1741 erhielt er die Beförderung zum Oberstleutnant und am 18. Januar 1745 Oberst und Kommandeur im Regiment Nr. 5. Im Juni 1747 erhielt er den Pour le Mérite. Am 19. Mai 1750 wurde er als Generalmajor Chef des Infanterie-Regiments Nr. 40 und damit Nachfolger seines Bruders. Er starb während des Siebenjährigen Krieges an einem Steckfluß (Asthma) am 17. Mai 1759, als sein Regiment im Lager von Deutsch-Kamnitz bei Neiße stand. Er wurde auf dem Friedhof der Berliner Garnisonkirche beigesetzt.